# مرد مقدس (فیلم)
مرد مقدس (به بنگالی: Mahapurush) فیلمی محصول سال ۱۹۶۵ و به کارگردانی ساتیاجیت رای است. در این فیلم بازیگرانی همچون چاروپراکاش غوش، ساتیندرا بانرجی، رابی غوش، سانتوش داتا ایفای نقش کرده‌اند.